# هاكان سفينسون
هاكان سفينسون (بالسويدية: Håkan Svensson)‏ هو لاعب كرة قدم سويدي، ولد في 20 يناير 1970 في هالمستاد في السويد. شارك مع منتخب السويد لكرة القدم. أما مع النوادي، فقد لعب مع أيك سولنا ونادي إلفسبورغ ونادي مالمو ونادي هالمستاد ونادي هكن.

## وصلات خارجية
- هاكان سفينسون على موقع قاعدة بيانات كرة القدم.إي يو (الإنجليزية)
- هاكان سفينسون على موقع ناشيونال فوتبول تيمز (الإنجليزية)
- هاكان سفينسون على موقع أوليمبيديا (الإنجليزية)